# فابيو ماتزيو
فابيو ماتزيو (بالإيطالية: Fabio Mazzeo)‏ (24 يوليو 1983 بساليرنو في إيطاليا - ) هو لاعب كرة قدم إيطالي في مركز الهجوم. لعب مع نادي بيروجيا ونادي ساليرنيتانا ونادي فروسينوني وكوسينزا كالشيو وASD Barletta 1922 ‏ وإيه جي نوسرينا 1910 ‏ وAtletico Roma FC ‏.

## روابط خارجية
- فابيو ماتزيو على موقع قاعدة بيانات كرة القدم.إي يو (الإنجليزية)
- فابيو ماتزيو على موقع Soccerway.com (الإنجليزية)